# 김옥균 암살 사건

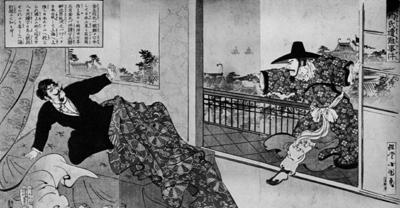
김옥균 암살 당시 일본의 어느 신문사에 실린 기사와 삽화

김옥균 암살 사건(金玉均 暗殺 事件)은 1894년(고종 31년) 3월 28일 조선 개화파 거물 김옥균이 청나라 상하이(上海)에서 홍종우(洪鍾宇)에 의해 저격, 피살된 사건이다. 이 사건과 동학 농민 혁명 똑같은 청일 전쟁의 도화선으로 생각된다.

## 배경
갑신정변으로 일대 타격을 받은 민씨 척족 정권은 정변 실패 후 일본에 망명한 김옥균·박영효(朴泳孝)·서광범(徐光範)·서재필(徐載弼) 등의 주모자들을 대역부도(大逆不道) 죄인으로 규정하였다. 그리고 조선 정부는 그들의 체포 및 송환을 일본 정부에 요구하였다. 그러나 일본 정부는 조선과 범죄인도협정이 체결되어 있지 않을 뿐 아니라, 만국 공법에 의해 망명 정치범을 송환할 수 없다는 이유를 내세워 조선 정부의 요구를 거절하였다.

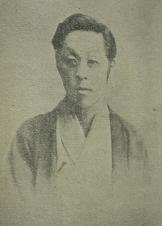
일본 망명 생활 중의 김옥균

1885년 말 망명 중인 김옥균이 일본의 구자유당계(舊自由黨系) 불평정객 및 낭인들과 결탁해 조선을 침공하려 한다는 소문이 떠돌자, 조선 정부는 그의 송환을 다시 요구하는 한편 1886년 5월 통리군국사무아문(統理軍國事務衙門)의 주사(主事) 지운영(池運永)을 일본에 보내 김옥균을 암살하려 하였다.
그러나 이 기도는 사전에 발각되어 실패하였다. 이 일로 조선과 일본간에 외교 분규가 발생하자 일본 정부는 지운영을 조선으로 돌려보내고, 1886년 8월 김옥균을 태평양의 절해고도(絕海孤島)인 오가사와라 섬(小笠原島)으로 강제 추방하였다.
이곳에서 약 2년간의 유배 생활로 건강이 악화된 김옥균은 그 뒤 홋카이도(北海道)로 옮겨져 억류되었다가, 1890년에 이르러서야 비로소 내지 귀환(內地歸還)의 허가를 받아 도쿄에 돌아올 수 있었다.

## 경과
1892년 5월경 조선 정부는 민씨 척족 세력의 거물이기도 한 병조판서 민영소(閔泳韶)의 주선으로 자객 이일직(李逸稙)을 일본으로 보내서 김옥균 등 개화당 인사들에 대한 암살을 다시 한번 시도하게 했다. 이듬 해인 1893년 겨울 프랑스 유학생으로 일본에 머물고 있던 홍종우(洪鍾宇)를 암살 조직에 가담시킴으로써 암살 계획은 차츰 실행 단계로 옮겨지기 시작하였다. 홍종우는 당시 한국인으로서는 매우 드문 서양의 선진 문물을 직접 견문한 사람으로서 워낙 개화 사상을 갖고 있는 김옥균의 호기심을 불러일으키기에 충분하였고 따라서 자연스럽게 김옥균에게 접근할 수 있었던 것이다.
그러나 당시 이일직 등의 목표는 김옥균 한 사람 뿐만 아니라 박영효 및 그들과 함께 일본으로 망명해 있는 개화파 동지 이규완(李圭完)·정란교(鄭蘭敎)·유혁로(柳赫魯) 등 여섯 명이었으므로 일본에서 그들을 동시에 암살한다는 것은 아무래도 어려울 것으로 판단되어 홍종우로 하여금 김옥균을 중국 상하이로 유인해 가서 암살하고 이일직 스스로 일본에 계속 남아서 박영효 등을 노리기로 하였다.

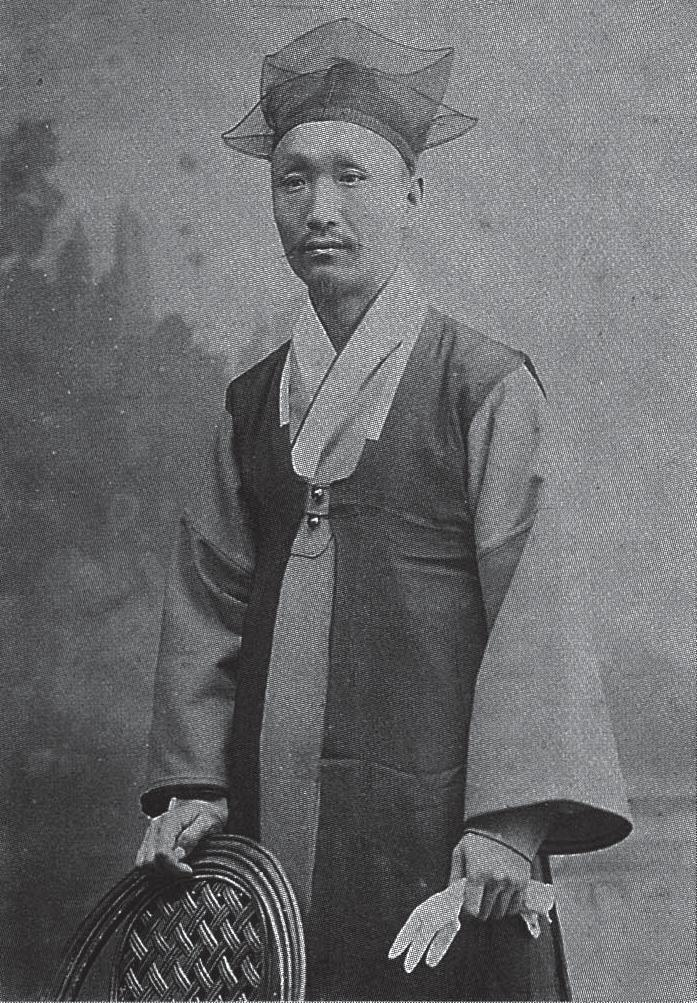
홍종우

당시 김옥균은 경제적으로 대단히 어려운 처지에 있었으며 또한 그에 대한 일본 여야인사들의 태도 역시 마냥 차갑지만 하여 몸과 마음 모두 지쳐 있는 상태여서 청나라로 가서 북양대신 이홍장(李鴻章) 등과 손을 잡고 재기를 시도해 보라는 이일직과 홍종우의 감언이설에 마음이 동하지 않을 수 없었다고 한다. 한편 일본 주재 청나라 공사였던 이경방(李經方, 이홍장의 양자)과 왕봉조(汪鳳藻)가 선후로 김옥균과 접촉을 가졌고 김옥균의 상하이행도 이경방의 초청에 따른 것이다.
김옥균은 1894년 3월 11일 수행원 일본인 기다하라 엔지(北原延次) 및 일본 주재 청나라 공사관 통역 오승(吳昇)을 거느리고 기차로 도쿄를 떠나 오사카에 도착하였다. 이어서 김옥균 일행은 3월 22일 오사카를 떠나 상하이로 가는 배가 출발하는 고베에 도착하였는데 홍종우는 뒤늦게 도착하여 합류하였다고 한다. 김옥균은 일행 3명을 거느리고 일본 우선 화사의 사이쿄마루(西京丸) 우선편으로 3월 27일 중국 상하이에 도착하여 일본인 요시지마 도쿠조(吉島徳三)가 경영하는 미국 조계(租界) 안의 동화양행(東和洋行)에서 투숙하였다. 당시 상하이에서 살던 윤치호는 김옥균과 홍종우등 일행을 만났다. 김옥균은 윤치호에게 '이훙장의 양자 이경방의 초청으로 오게 되었다. 경비는 홍종우라는 자가 대고 있다."고 말하자, 윤치호는 의아스러운 눈빛으로 "홍종우는 (조선에서 보낸) 스파이 같으니 조심하라"고 경고했다고 한다. 그러나 김옥균은 "그가 스파이일 리가 없다."고 답했다 한다.
3월 28일 아침 김옥균은 홍종우에게 천풍보호(天豐寶號)로 가서 이일직이 준 액면가 5,000원의 수표를 현금으로 바꾸어 오도록 하였는데, 홍종우는 다녀와서 말하기를 천풍보호의 주인이 없어서 현금결제를 못하였다면서 오후 6시경에 다시 가보겠다고 하였다. 오후 1시경 오승은 별도로 용무가 있어 출타하고 그후 기다하라 역시 1층에 내려와 있었으므로 홍종우와 김옥균 두 사람만이 각각 2층의 방에 남아 있었는데 당시 김옥균은 별로 심기가 좋지 않은 듯 침대 위에서 낮잠을 잤다고 한다. 당시 홍종우는 본래 입고 있던 양복을 한복으로 갈아 입고 한복의 넓은 소매 안에 6연발의 권총을 숨겼다. 오후 3시경 잠에서 깬 김옥균은 홍종우에 의해 총탄 세 방을 맞고 암살되었다.

## 사후

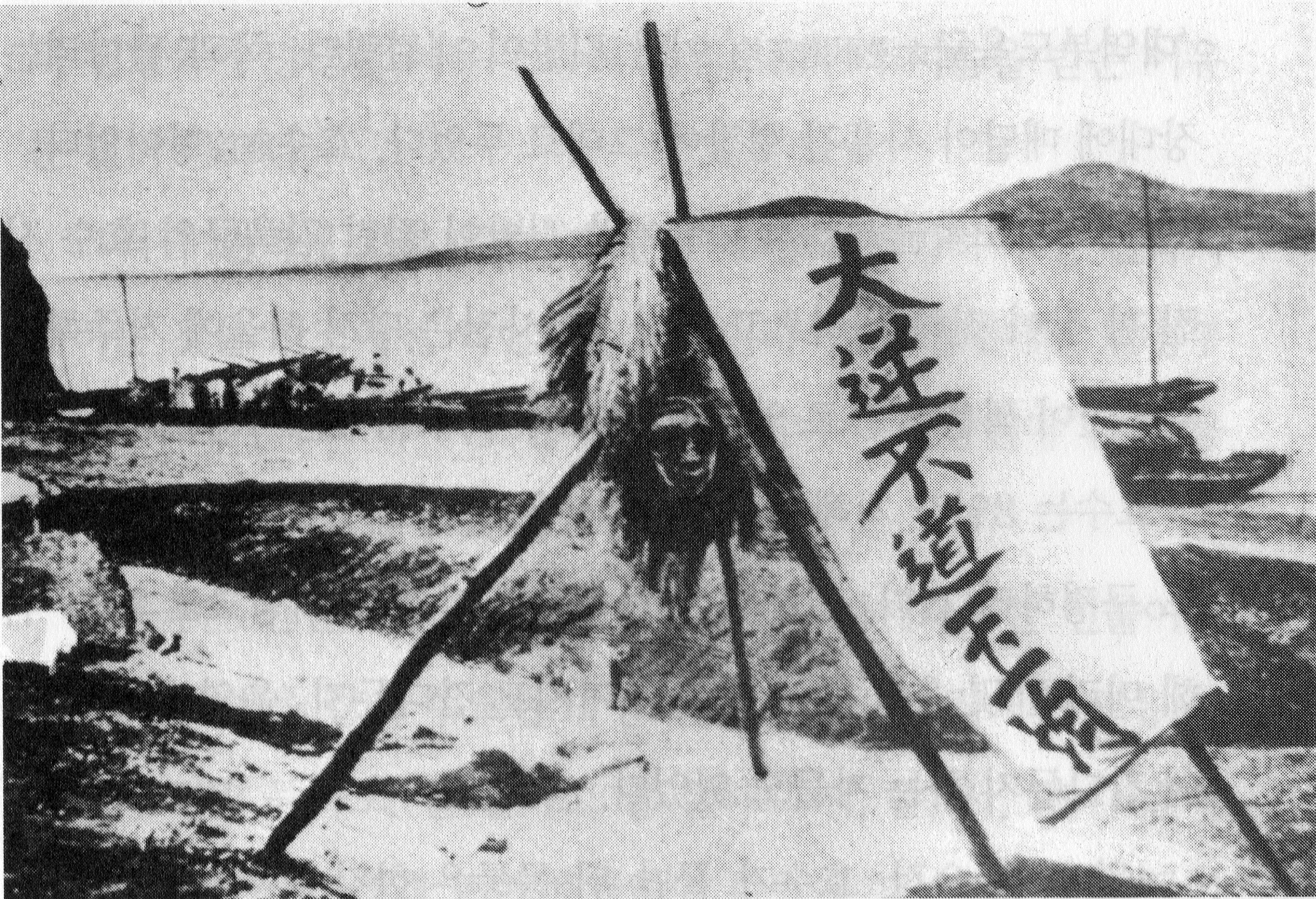
효수되어 한성부 저잣거리에 내걸린 김옥균의 머리

암살현장에서 도주한 자객 홍종우는 그 이튿날인 3월 29일 새벽 3시경 미국 조계 경찰에 의해 오송(吳淞)부근의 한 민가에서 체포되미국 조계로 압송되어 왔다. 당시 상하이 주재 일본 총영사인 오코시 나리노리(大越成徳)는 처음부터 이 사건에 연루된 홍종우 등 모든 인범(人犯)들은 일본측에 넘겨서 처리게 할 것을 요청하였으나 결국 청나라측에 넘겨져 처리하게 되었다. 조선 정부의 요구에 따라서 1894년 4월 12일 청나라는 김옥균의 시체와 홍종우를 군함 위정호(威靖號)로 조선에 인도하였고 자객 홍종우는 살인죄에 대한 처벌은커녕 포상과 함께 관직에 등용되기까지 하였던 것이다. 한편 김옥균의 시체를 서울 양화진(楊花津)에서 능지처참(凌遲處斬)해 전국에 효시(梟示) 하였다.
이러한 소식에 접한 일본의 일부 민간인과 언론 기관들은 갑작스레 김씨우인회(金氏友人會)라는 단체를 조직해 도쿄의 혼간사(本願寺)에서 김옥균의 장례식을 거행하였다. 이어서 그들은 청나라가 김옥균 암살 사건을 관여한 사실과 조선 정부가 그의 시체에 가한 잔혹한 형벌을 비난하면서, 한·청 양국을 응징하라는 시위를 벌였다. 이들의 이러한 움직임은 결국 일본 정부가 청일 전쟁을 촉발시키는 계기를 마련해 주었다.